# Alnus ferdinandi-coburgii
Alnus ferdinandi-coburgii — вид квіткових рослин з родини березових. Поширення: Китай (Гуйчжоу, Юньнань, Сичуань).

## Біоморфологічна характеристика
Це дерево заввишки до 20 метрів. Кора темно-сіра, гладка. Гілки темно-сірі або сіро-коричневі; гілочки червоно-коричневі, густо запушені в молодому віці, голі. Ніжка листка 1–2 см, густо жовто запушена. Листкова пластинка яйцеподібна, яйцеподібно-еліптична або оберненояйцеподібно-довгаста, рідше ланцетна, 5–16 × 3–7 см, обидві поверхні жовто-запушені вздовж жилок, знизу бородчаста в пазухах бічних жилок, основа майже закруглена або клиноподібна, край неясно та віддалено дрібно-пилчастий або майже цілокраїй, верхівка різко загострена; бічні жилки 12–17 з кожного боку від середньої жилки. Жіноче суцвіття 1, кулясте або довгасте, 1.5–3 × 1–1.5 см. Горішок вузькоеліптичний, ≈ 3 мм, з папероподібними крильцями ≈ 1/3 ширини горішка. Цвітіння: травень — липень, плодіння: серпень і вересень.

## Середовище
Зростає на висотах від 1500 до 3000 метрів. Росте поблизу постійних джерел води в гірських лісах. Немає повідомлень про загрози для цього виду.

## Використання
Немає повідомлень про комерційну торгівлю або відоме використання цього виду.